# Мекинян, Грачья Амбарцумович
Грачья Амбарцумович Мекинян (5 июня 1923, Александрополь, Армянская ССР, СССР — 1986, Ленинград, РСФСР, СССР) — советский художник-постановщик

 и актёр кино.

## Биография
Грачья Амбарцумович Мекинян родился 5 июня 1923 года в городе Александрополе Армянской ССР.
С 1955 года работал художником-постановщиком на киностудии «Арменфильм».
В 1960 годах был принят в штат киностудии «Ленфильм». Первой самостоятельной работой на новом месте стала картина «Гроза над Белой» (1968). В дальнейшем, чаще всего, работал с режиссёром-постановщиком Виктором Трегубовичем, а также такими режиссёрами, как Игорь Усов, Владимир Вайншток, Сергей Микаэлян, Тофик Шахвердиев.
Умер в Ленинграде в 1986 году.

## Фильмография

#### Художник-постановщик
1. 1956 — Сердце поёт  (совместно с Рафаэлем Бабаян, Валентином Подпомоговым) (Режиссёры-постановщики: Григорий Мелик-Авакян, Яков Кочарян)
2. 1957 — Сердце матери  (совместно с Сергеем Сафаряном) (Режиссёр-постановщик: Григорий Мелик-Авакян)
3. 1959 — Обвал  (Режиссёр-постановщик: Григорий Саркисов)
4. 1960 — Рождённые жить  (совместно с Рафаэлем Бабаян) (Режиссёр-постановщик: Лаэрт Вагаршян)
5. 1962 — Воды поднимаются  (Режиссёр-постановщик: Моко Акопян)
6. 1968 — Гроза над Белой  (Режиссёры-постановщики: Евгений Немченко, Станислав Чаплин)
7. 1969 — Приятный сюрприз  (короткометражный) (совместно с Ноной Избинской) (Режиссёр-постановщик: Марк Генин)
8. 1969 — Развязка  (Режиссёр-постановщик: Николай Розанцев)
9. 1970 — Мой добрый папа  (Режиссёр-постановщик: Игорь Усов)
10. 1971 — Даурия  (Режиссёр-постановщик: Виктор Трегубович)
11. 1973 — Всадник без головы  (совместно с Яковом Ривошем) (Режиссёр-постановщик: Владимир Вайншток)
12. 1973 — Старые стены  (Режиссёр-постановщик: Виктор Трегубович)
13. 1973 — Утёс  (совместно с Михаилом Аракеляном) (Режиссёры-постановщики: Вардан Аджемян, Аркадий Айрапетян)
14. 1974 — Свадьба Кречинского  (ТВ) (Режиссёр-постановщик: Владимир Воробьёв)
15. 1975 — Доверие  (СССР/Финляндия) (Режиссёры-постановщики: Виктор Трегубович, Эдвин Лайне)
16. 1976 — Вдовы  (Режиссёр-постановщик: Сергей Микаэлян)
17. 1977 — Обратная связь  (Режиссёр-постановщик: Виктор Трегубович)
18. 1978 — Двое в новом доме  (Режиссёр-постановщик: Тофик Шахвердиев)
19. 1978 — Летняя поездка к морю  (Режиссёр-постановщик: Семён Аранович)
20. 1979 — Путешествие в другой город  (Режиссёр-постановщик: Виктор Трегубович)
21. 1981 — Трижды о любви  (Режиссёр-постановщик: Виктор Трегубович)
22. 1987 — Башня  (совместно с Михаилом Гавриловым) (Режиссёр-постановщик: Виктор Трегубович)

#### Актёр
1. 1981 — Трижды о любви — Вадим Григорьевич, главный инженер
2. 1986 — Голос  (ТВ) (короткометражный) (из киноальманаха Исключения без правил) — Саркисов, руководитель бригады